# Чайка (Вологодская область)
Ча́йка — деревня в Белозерском районе Вологодской области.
Входит в состав Глушковского сельского поселения, с точки зрения административно-территориального деления — в Глушковский сельсовет.
Расположена на правом берегу реки Шексны. Расстояние по автодороге до районного центра Белозерска — 20 км, до центра муниципального образования деревни Глушково — 13 км. Ближайшие населённые пункты — Большое Третьяково, Лукино, Малое Третьяково.
По данным переписи в 2002 году постоянного населения не было.